# Gymnastes (Gymnastes) hyalipennis
Gymnastes (Gymnastes) hyalipennis is een tweevleugelige uit de familie steltmuggen (Limoniidae). De soort komt voor in het Oriëntaals gebied.